# Colin Stinton
Colin Stinton (* 10. März 1947 in Calgary, Alberta) ist ein kanadischer Schauspieler.

## Karriere
Colin Stinton feierte sein Schauspieldebüt im Jahr 1982 in The Verdict – Die Wahrheit und nichts als die Wahrheit. Darin spielte er in der Rolle des Billy eine kleine Rolle neben Paul Newman der für seine schauspielerischen Leistung ein Oscar-Nominierung erhielt. Danach erhielt er Rollen in Fernsehserien und -filmen wie zum Beispiel Agatha Christie’s Poirot. Im Filmdrama Das Rußland-Haus stand er neben Sean Connery und Michelle Pfeiffer vor der Kamera. In der Filmkomödie Flodder – Eine Familie zum Knutschen in Manhattan aus dem Jahr 1992 sah man ihn als Jack, woraufhin weitere Rollen in Fernsehfilmen u. a. in Verlorene Jahre neben Colin Firth führten. Im Filmdrama In Love and War stand er im Jahr 1996 als Soldat Tom Burnside vor der Kamera, wobei Chris O’Donnell den Schriftsteller Ernest Hemingway verkörperte. Als Dr. Dave Greenwalt war er in dem Agentfilm James Bond 007 – Der Morgen stirbt nie, neben Pierce Brosnan als James Bond zu sehen.
Neben Robert Redford und Brad Pitt war Colin Stinton in dem Actionfilm Spy Game – Der finale Countdown aus dem Jahr 2001 zu sehen. Im Filmjahr 2002 stand er für die Produktionen Ali G in da House, Thunderpants, The Hours – Von Ewigkeit zu Ewigkeit sowie für zwei Folgen in der Fernsehserie Waking the Dead – Im Auftrag der Toten als Schauspieler vor der Kamera. In dem französisch-britischen Thriller Quicksand – Gefangen im Treibsand erhielt er eine kleine Rolle neben Michael Keaton und Michael Caine. Im spanischen Thriller The Machinist von Brad Anderson erhielt er die Rolle des Inspektor Rogers und im US-amerikanischen Filmdrama Hautnah von Mike Nichols ist er als Büroangestellter zu sehen. Im Jahr 2005 wirkte er in The Jacket als Jury Foreman, in 12 Days of Terror als Dr. John Nichols und in Der Beweis – Liebe zwischen Genie und Wahnsinn als Physiker mit. Als Agent Neal Daniels war Colin Stinton im Jahr 2007 in dem Agentenfilm Das Bourne Ultimatum neben Matt Damon und Julia Stiles zu sehen. Anschließend spielte er in dem satirischen Fernsehfilm The Trial of Tony Blair und der Science-Fiction Fernsehserie Doctor Who in einer Folge mit.
Im Jahr darauf erhielt Colin Stinton kleine Rollen in Transsiberian und in der Mini-Serie Die Husseins: Im Zentrum der Macht als Reporter. Als Taxifahrer spielte er 2011 in Captain America: The First Avenger mit, seine Tätigkeit wurde nicht im Abspann erwähnt.
Im Jahr 2011 sprach er zudem einen Charakter in dem Videospiel Battlefield 3 neben Tony Denman.

## Filmografie (Auswahl)
- 1982: The Verdict – Die Wahrheit und nichts als die Wahrheit (The Verdict)
- 1989: Todesflug KAL 007 (Coded Hostile / Tailspin: Behind the Korean Airliner Tragedy, Fernsehfilm)
- 1990: Agatha Christie’s Poirot (Fernsehserie, Folge 2x03 Die verschollene Silbermine)
- 1990: Das Rußland-Haus (The Russian House)
- 1992: Verlorene Jahre (Hostages, Fernsehfilm)
- 1992: Flodder – Eine Familie zum Knutschen in Manhattan (Flodder in Amerika!)
- 1996: In Love and War
- 1997: James Bond 007 – Der Morgen stirbt nie (Tomorrow Never Dies)
- 1999: Winslow Boy (The Winslow Boy)
- 2001: Spy Game – Der finale Countdown (Spy Game)
- 2002: Ali G in da House (Ali G Indahouse)
- 2002: Thunderpants
- 2002: Waking the Dead – Im Auftrag der Toten (Walking Dead, Fernsehserie, zwei Folgen)
- 2002: The Hours – Von Ewigkeit zu Ewigkeit (The Hours)
- 2003: Quicksand – Gefangen im Treibsand (Quicksand)
- 2004: The Machinist
- 2004: Hautnah (Closer)
- 2005: The Jacket
- 2005: 12 Days of Terror (Fernsehfilm)
- 2005: Der Beweis – Liebe zwischen Genie und Wahnsinn (Proof)
- 2006–2008: Hautnah – Die Methode Hill (Wire in the Blood, Fernsehserie, zwei Folgen)
- 2006: Big Nothing
- 2007: The Trial of Tony Blair
- 2007: Doctor Who (Fernsehserie, Folge 3x12 Der Klang der Trommeln)
- 2007: Das Bourne Ultimatum (The Bourne Ultimatum)
- 2008: Transsiberian
- 2008: Die Husseins: Im Zentrum der Macht (House of Saddam, Miniserie, Folge 1x01)
- 2011: Captain America: The First Avenger
- 2013: Rush – Alles für den Sieg (Rush)
- 2014: Veep – Die Vizepräsidentin (Fernsehserie, 1 Folge)
- 2019: Adults in the Room
- 2019: The Crown (Fernsehserie, 1 Folge)